# Maria Filina
Maria Filina (ros. Мария Филина; ur. 1951) – gruzińska filolog, profesor Uniwersytetu Tbiliskiego, działaczka polonijna w Gruzji, założycielka i przewodnicząca Związku Kulturalno-Oświatowego Polaków w Gruzji "Polonia".

## Życiorys
Urodziła się w polskiej rodzinie pracowników naukowych (matka spokrewniona z Elizą Orzeszkową była wykładowczynią Politechniki w Tbilisi). Ukończyła studia na Wydziale Filologicznym Państwowego Uniwersytetu Tbiliskiego. Jest autorką prac naukowych poświęconych literaturze rosyjskiej, stosunkom kulturalnym rosyjsko-gruzińskim oraz literaturze polskiej, autorem lub współautorem publikacji dotyczących przeszłości Polaków na Kaukazie, a także tłumaczem literatury polskiej i rosyjskiej na język gruziński (rosyjski). Przetłumaczyła wiersze Juliusza Słowackiego na język gruziński, publikując w 1999 wybór jego poezji pod tytułem "Testament mój". Organizowała sesje uniwersyteckie poświęcone biografii i twórczości Słowackiego oraz Adama Mickiewicza.
Była inicjatorką powstania organizacji polonijnej w Gruzji, która została zarejestrowana w 1995 pod nazwą Związek Kulturalno-Oświatowy Polaków w Gruzji „Polonia”. Początkowo zebrania Związku odbywały się w jej prywatnym mieszkaniu. W 2001 uczestniczyła jako reprezentantka Gruzji w Światowym Zjeździe Polonii i Polaków w Warszawie i Pułtusku.
Obecnie wykłada w Katedrze Historii Literatury Rosyjskiej Tbiliskiego Uniwersytetu Państwowego im. I. Dżawachiszwili. Jest publicystką rosyjskojęzycznego pisma gruzińskiego "Argumenty i fakty", do którego pisze artykuły z dziedziny historii literatury i kultury.
W 2000 uhonorowana gruzińskim Orderem Honoru w dziedzinie działalności społecznej i naukowej (m.in. za przyczynienie się do rozwoju kontaktów polsko-gruzińskich). Odznaczona Krzyżem Kawalerskim (2005) i Oficerskim (2021) Orderu Zasługi Rzeczypospolitej Polskiej. W 2007 została odznaczona medalem Puszkina.